# 祝名扬
祝名扬（Charles Henry Judd，1842年7月26日—1919年10月23日），是一位内地会在华著名传教士。
1842年7月26日，祝名扬出生在英格兰累斯特郡Loughborough，父母名叫Robert和Jane。他起初在当地担任一名银行职员，后来进入伦敦圣公会训练学院，计划成为一名英国圣公会差会（CMS）的海外传教士。他反对婴儿洗礼。参加Welbeck街聚会，结识了英国圣公会传教士Frederick Gough。

## 传教经历
在1866年著名的兰茂尔（Lammermuir）号航行去中国之后，祝名扬留意Grattan Guinness的著作，又在伦敦东区Bow的Gough的家中遇到巴纳道博士。因此，他注意到戴德生的差会，并离开圣公会训练所。大约有一年时间，他在Sussex郡靠近East Grinstead的圣山庄园（Saint Hill Manor），作为英文家庭教师住在W. T. Berger的家里。
1867年10月，祝名扬和伊丽莎白（Elizabeth Jane Broumton）结婚。婚后不久，他们和Ann Bohannan夫人、高学海（Cardwells）夫妇和Edward Fishe一起前往中国。1868年3月3日，祝名扬一行抵达中国。
1868年，祝名扬夫妇抵达中国以后，被派往江苏扬州；不久那里就发生了扬州教案，新婚夫妇饱尝了在中国传教的艰难：戴德生和他的同事们几乎丧命。
1869年，祝名扬夫妇被调到扬州对岸新开辟的通商口岸江苏镇江。1872年回英国休假，1873年11月，祝名扬和他的妻子伊丽莎白从英国又返回中国。
1874年，祝名扬和戴德生一同前往湖北武昌成立新的宣教站。他从这里继续前往内陆，乘坐小船或步行，1875年，他和Adam C. Dorward在湖南岳州租到房子，又被当地人赶走。1877年，他和内弟巴子成（J. F. Broumton）穿过湖南省到贵阳，成为最早来到贵州的新教传教士。巴子成留在了贵阳，祝名扬经重庆回到武昌。
1879年，祝名扬到山东烟台，后来在那里建立了内地会子弟寄宿学校芝罘学校和疗养院。
祝名扬于1885年—1887年离开中国，1894年5月再度离开后，就没有再回中国。1919年10月23日，祝名扬在英国伦敦逝世。

## 家庭
1867年，祝名扬和Elizabeth Jane Broumton结婚。祝名扬夫妇的儿子祝康宁(Frederick Judd)长大后，成为内地会的领袖之一。 

## 延伸阅读
- 内地会历史